# Pathumwan Institute of Technology
Das Pathumwan Institute of Technology (thailändisch สถาบันเทคโนโลยีปทุมวัน, Thailändisches Umschriftsystem: Sathaban Theknoloyi Pathumwan, kurz: PTWIT) ist eine öffentliche Universität in Bangkok.

## Geschichte
Die Universität wurde 1932 von Angehörigen der thailändischen Marine als technische Schule gegründet und 1975 zu einem Technischen Kolleg heraufgestuft. Im Jahr 1999 wurde schließlich daraus das Pathumwan Institute of Technology als öffentliche Universität.

## Akademische Einrichtungen
Zurzeit sind zwei akademische Fachbereiche tätig:
- die Fakultät für Ingenieurwissenschaft
- die Fakultät für Pädagogik